# 王恭斌
王恭斌（1919年—2012年)，美籍华人采矿工程学家、华人社会活动家。

## 生平
祖籍浙江奉化县，祖父王有光牧师。是外交家王正廷之侄。父亲王正黼，中国现代采矿工程先驱。母廖奉献，曾任岭南大学女子学院院长，其父母分是中国基督教青年会和女青年会的创办人。
1919年，出生于今辽宁本溪。1922年，因父工作调动迁居辽宁沈阳，时奉天。1935年，考入清华大学。1936年，转学入燕京大学工学院。在燕大期间，运动天赋充分展露，曾获得校运动会田径100米、200米、400米、400米栏冠军，并是校冰球队守门员。燕大毕业后，赴上海就职。后赴美国留学，辗转多个学校后，在美国哥伦比亚大学获得矿冶工程博士学位。1946年至1948年，在北洋大学（今天津大学）采矿系任讲师。
曾在美国海军任职。曾任美国政府在远东地区代表和国际顾问，提供石油开采冶炼技术和矿产资源方面的信息，因而周游世界，曾到访世界80多个国家和地区。曾任美国佛罗里达州青年社的创社社长。是美国百人会、华美协会的核心人士。
美国石油公司 Pennzoil 曾取得合約成為中国大陆改革开放后首家獲准在中國钻探的美國石油公司。Pennzoil 力邀王恭斌出任驻华代表，但王婉拒，未有出任。
自2005年，曾只身一人探访祖籍故乡浙江奉化县，并参与组办“王正廷研讨会”和中国奥运历史文物展。

## 著作
- 专著：《A Chinese-American Exciting Journey Into the 21st Century》（《美华裔飞跃21世纪》）[4][8]。